# Макензі (притока Вілламетту)
Маке́нзі (англ. McKenzie) — річка в штаті Орегон (США), права притока річки Вілламетт.
Довжина річки становить 138 км, площа водозбору — 3 367 км², середній стік — 82 м³/с. Витоки знаходяться у Каскадних горах, гирло — за 8 км на північ від міста Юджин.
Річка Макензі є єдиним джерелом питної води для міста Юджин.

## ГЕС
Ресурс використовується для ГЕС Кармен-Сміт.
| США | Це незавершена стаття з географії США. Ви можете допомогти проєкту, виправивши або дописавши її. |